# Saunik Island
Saunik Island – niezamieszkana wyspa w zatoce Cumberland, w regionie Qikiqtaaluk, na terytorium Nunavut, w Kanadzie. 
W pobliżu Saunik Island położone są wyspy: Ivisa Island, Imigen Island, Ekallulik Island, Iglunga Island i Aupaluktok Island.